# Ciprian Chirvasiu
Ciprian Chirvasiu (n. 25 ianuarie 1964, Schitu Golești, Argeș, România – d. 13 iulie 2018, București, România) a fost un poet și jurnalist român.

## Biografie
A fost licențiat al Facultății de Filologie a Universității din Baia Mare (1987).
A debutat ca poet în Revista Familia și Revista Amfiteatru.
A făcut parte din conducerea publicațiilor Totuși iubirea, Evenimentul zilei, Informația de prânz, Săptămâna financiară. A fost redactor la Televiziunea Română și colaborator al publicațiilor Adevărul și Certitudinea. Este autorul a peste 1000 de articole, reportaje, anchete, analize, comentarii și editoriale publicate în presa română dintre 1989-2018.
În ultimii ani de viață a fost membru marcant al mișcării culturale Direcția 9, în cadrul căreia a fost redactor de poezie pentru numeroase volume. De asemenea, ultimul an de viață a fost marcat de cursul de poezie pentru elevi susținut la Muzeul Național al Literaturii Române.

## Activitate jurnalistică
- 1991 - publicist comentator al săptămânalului Totuși iubirea și al cotidianului Vremea, Fundația Totuși iubirea;
- 1992-1993 - șef al departamentului "Reporteri speciali", mensualul Pentru Patrie, Ministerul de Interne; corespondent de război în Transnistria;
- 1993-1994 - redactor al cotidianului România Liberă, departamentul "Reportaj - Anchetă";
- 1994-1996 - șef de secție "Investigații-reporteri speciali" la cotidianul Evenimentul Zilei;
- 1995-1997 - redactor șef adjunct al publicației studențești Student Party;
- 1996 - șef al Biroului "Protocol - Relații cu presa", purtător de cuvânt al Prefecturii județului Argeș;
- 1996-1997 - redactor șef adjunct al cotidianului Azi;
- 1997 - redactor șef al departamentului "Știri" al Televiziunii Canal 38 (în prezent Prima TV);
- 1997-1999 - șef departament "Corespondenți teritoriali" al cotidianului Evenimentul Zilei;
- 1999 - redactor șef al cotidianului Informația Bucureștiului, Trustul Media Pro; secretar general de redacție la Ziarul Financiar, Trustul Media Pro; șef de proiecte editoriale Publicații zonale, trustul Media Pro;
- 1999-2001 - redactor șef adjunct al cotidianului Evenimentul Zilei, Trustul Expres;
- 2001-2002 - redactor șef al cotidianului Realitatea Românească, Casa de Editură și Presă Euro Media;
- 2002-2003 - redactor șef adjunct al cotidianului Gardianul, Casa de Presă Amber Press;
- 2003 - șef al departamentului "Reportaj" al cotidianului Jurnalul Național, Trustul Intact Media Group; redactor șef al cotidianului Atac;
- 2004-2005 - senior editor al săptămânalului Eurolider, Trustul de presă MEDIA ON;
- 2005-2011 - redactor șef adjunct al săptămânalului Săptămâna Financiară, Trustul Intact Media Group;
- 2011-2013 - director executiv al firmei de producție Media Dog Patrol care, în coproducție cu Televiziunea Națională, realizează "Pe picior mare", o emisiune despre cultură și civilizația luxului ;
- 2013-2016 - șef al departamentului "Publicistică" al cotidianului Adevărul.

## Cărți publicate
- Profesorul de limbă moartă, poezii, Ed. Vinea, 1996;
- Ateliere în paragină -  24 de ore și miezul nopții cu Aurelian Titu Dumitrescu, Ed. Carte de suflet, 2002;
- Destine fără noi, interviuri cu Alexandru Paleologu, Neagu Djuvara, Mihai Șora, Johnny Răducanu, Marin Tarangul, Mihai Nenoiu, Vasile Blendea, Ed. Badea, 2006;
- Unirea în Duh, poeme, volum colectiv, scris alături de Aurelian Titu Dumitrescu, preot Niculae Constantin și preot Alexandru Răzvan Morariu, Ed. Ideea Europeană, 2011;
- nimeni, nimic, niciodată, poezii, Ed. Herg Benet, 2013

## Afilieri
- Membru al Asociației Culturale Direcția 9
- Membru al Uniunii Ziariștilor Profesioniști din România